# Archidendron xichouense
Archidendron xichouense är en ärtväxtart som först beskrevs av Chieh Chen och Hang Sun, och fick sitt nu gällande namn av X.Y.Zhu. Archidendron xichouense ingår i släktet Archidendron och familjen ärtväxter. Inga underarter finns listade i Catalogue of Life.